# Polynôme de Laguerre
Pour les articles homonymes, voir Laguerre.
En mathématiques, les polynômes de Laguerre, nommés d'après Edmond Laguerre, 
sont les solutions normalisées de l'équation de Laguerre :
{\displaystyle x\,y''+(1-x)\,y'+n\,y=0\,}
qui est une équation différentielle linéaire homogène d'ordre 2 et se réécrit sous la forme de Sturm-Liouville :
{\displaystyle -{{\rm {d}} \over {\rm {d}}x}\left(x{\rm {e}}^{-x}{{\rm {d}}y \over {\rm {d}}x}\right)=n{\rm {e}}^{-x}y.}
Cette équation a des solutions non singulières seulement si n est un entier positif.
Les solutions Ln forment une suite de polynômes orthogonaux dans L2 (ℝ+, e–xdx), et la normalisation se fait en leur imposant d'être de norme 1, donc de former une base orthonormée. Ils forment même une base de Hilbert de L2(ℝ+, e–xdx).
Cette suite de polynômes peut être définie par la formule de Rodrigues
{\displaystyle L_{n}(x)={\frac {\mathrm {e} ^{x}}{n!}}{\frac {{\rm {d}}^{n}}{{\rm {d}}x^{n}}}\left(\mathrm {e} ^{-x}x^{n}\right).}
La suite des polynômes de Laguerre est une suite de Sheffer.
Les polynômes de Laguerre apparaissent en mécanique quantique dans la partie radiale de la solution de l'équation de Schrödinger pour un atome à un électron.
Le coefficient dominant de Ln est (–1)n/n!. Les physiciens utilisent souvent une définition des polynômes de Laguerre où ceux-ci sont multipliés par (–1)nn!, obtenant ainsi des polynômes unitaires.

## Les premiers polynômes
Voici les premiers polynômes de Laguerre :

Les six premiers polynômes de Laguerre

| n | {\displaystyle L_{n}(x)\,}                                                                                           |
| 0 | {\displaystyle 1\,}                                                                                                  |
| 1 | {\displaystyle -x+1\,}                                                                                               |
| 2 | {\displaystyle {\begin{matrix}{\frac {1}{2}}\end{matrix}}(x^{2}-4x+2)\,}                                             |
| 3 | {\displaystyle {\begin{matrix}{\frac {1}{6}}\end{matrix}}(-x^{3}+9x^{2}-18x+6)\,}                                    |
| 4 | {\displaystyle {\begin{matrix}{\frac {1}{24}}\end{matrix}}(x^{4}-16x^{3}+72x^{2}-96x+24)\,}                          |
| 5 | {\displaystyle {\begin{matrix}{\frac {1}{120}}\end{matrix}}(-x^{5}+25x^{4}-200x^{3}+600x^{2}-600x+120)\,}            |
| 6 | {\displaystyle {\begin{matrix}{\frac {1}{720}}\end{matrix}}(x^{6}-36x^{5}+450x^{4}-2400x^{3}+5400x^{2}-4320x+720)\,} |

## Propriétés

### Transformée de Laplacedes polynômes de Laguerre dans ℝ+
En désignant H(x) comme étant la fonction de Heaviside, on a l'égalité :
{\displaystyle {\mathcal {L}}\left\{H(x)L_{n}(x)\right\}={\mathcal {L}}\left\{H(x){\frac {\mathrm {e} ^{x}}{n!}}{\frac {{\rm {d}}^{n}}{{\rm {d}}x^{n}}}\left(\mathrm {e} ^{-x}x^{n}\right)\right\}={\frac {n!}{z}}\left({\frac {z-1}{z}}\right)^{n}}

### Série génératrice
La série génératrice pour les polynômes de Laguerre est : {\displaystyle \sum _{n=0}^{\infty }L_{n}(x)t^{n}\,={\frac {{\rm {e}}^{-xt/(1-t)}}{1-t}}}.

### Équations diverses
Le n-ième polynôme de Laguerre satisfait l'équation différentielle suivante :
{\displaystyle xL_{n}''(x)+(1-x)L_{n}'(x)+nL_{n}(x)=0.\,}
On a aussi la suite récurrente suivante :
{\displaystyle (n+1)L_{n+1}(x)+(x-2n-1)L_{n}(x)+nL_{n-1}(x)=0.\,}
Les polynômes respectent la propriété
{\displaystyle xL_{n}'(x)-nL_{n}(x)+nL_{n-1}(x)=0.\,}

## Expression par une intégrale de contour
Les polynômes peuvent être exprimés en termes d'une intégrale de contour
{\displaystyle L_{n}(x)={\frac {1}{2\pi {\rm {i}}}}\oint {\frac {{\rm {e}}^{-xt/(1-t)}}{(1-t)\,t^{n+1}}}\,{\rm {d}}t}
où le contour entoure l'origine une fois dans le sens trigonométrique.

## Polynômes de Laguerre généralisés
La propriété d'orthogonalité évoquée plus haut revient à dire que si X est une variable aléatoire distribuée exponentiellement avec la fonction densité de probabilité
{\displaystyle f(x)=\left\{{\begin{matrix}{\rm {e}}^{-x}&{\mbox{si}}\ x>0,\\0&{\mbox{si}}\ x<0,\end{matrix}}\right.}
alors
{\displaystyle \mathbb {E} (L_{n}(X)L_{m}(X))=0\ {\mbox{si}}\ n\neq m.}
La distribution exponentielle n'est pas la seule distribution Gamma. Une suite de polynômes orthogonaux par rapport à la distribution gamma dont la fonction densité de probabilité est, pour α > –1,
{\displaystyle f(x)=\left\{{\begin{matrix}x^{\alpha }{\rm {e}}^{-x}/\Gamma (1+\alpha )&{\mbox{si}}\ x>0,\\0&{\mbox{si}}\ x<0,\end{matrix}}\right.}
(cf.fonction gamma) est donnée par la formule de Rodrigues pour les polynômes de Laguerre généralisés:
{\displaystyle L_{n}^{(\alpha )}(x)={x^{-\alpha }{\rm {e}}^{x} \over n!}{{\rm {d}}^{n} \over {\rm {d}}x^{n}}\left({\rm {e}}^{-x}x^{n+\alpha }\right).}
Ils sont parfois appelés les polynômes de Laguerre associés. On retrouve les polynômes de Laguerre simples en prenant α = 0 :
{\displaystyle L_{n}^{(0)}(x)=L_{n}(x).}
Les polynômes de Laguerre généralisés sont orthogonaux sur [0 , ∞[ par rapport à la fonction de poids xα e–x :
{\displaystyle \int _{0}^{\infty }{\rm {e}}^{-x}x^{\alpha }L_{n}^{(\alpha )}(x)L_{m}^{(\alpha )}(x){\rm {d}}x={\frac {\Gamma (n+\alpha +1)}{n!}}\delta _{nm}.}
Les polynômes de Laguerre généralisés obéissent à l'équation différentielle
{\displaystyle xL_{n}^{(\alpha )\prime \prime }(x)+(\alpha +1-x)L_{n}^{(\alpha )\prime }(x)+nL_{n}^{(\alpha )}(x)=0.\,}

### Exemples de polynômes de Laguerre généralisés
Les premiers polynômes de Laguerre généralisés sont
{\displaystyle L_{0}^{(\alpha )}(x)=1}
{\displaystyle L_{1}^{(\alpha )}(x)=-x+\alpha +1}
{\displaystyle L_{2}^{(\alpha )}(x)={\frac {x^{2}}{2}}-(\alpha +2)x+{\frac {(\alpha +2)(\alpha +1)}{2}}}
{\displaystyle L_{3}^{(\alpha )}(x)={\frac {-x^{3}}{6}}+{\frac {(\alpha +3)x^{2}}{2}}-{\frac {(\alpha +2)(\alpha +3)x}{2}}+{\frac {(\alpha +1)(\alpha +2)(\alpha +3)}{6}}}

### Dérivées des polynômes de Laguerre généralisés
Le calcul de la dérivée d'ordre k de la représentation en série d'un polynôme de Laguerre généralisé fois conduit à
{\displaystyle {\frac {\mathrm {d} ^{k}}{\mathrm {d} x^{k}}}L_{n}^{(\alpha )}(x)=(-1)^{k}L_{n-k}^{(\alpha +k)}(x).}

## Relation aux polynômes d'Hermite
Les polynômes de Laguerre généralisés apparaissent dans le traitement de l'oscillateur harmonique quantique, à cause de leur relation aux polynômes d'Hermite, qui peuvent être exprimés par
{\displaystyle H_{2n}(x)=(-1)^{n}\,2^{2n}n!\,L_{n}^{(-1/2)}(x^{2})}
et
{\displaystyle H_{2n+1}(x)=(-1)^{n}\,2^{2n+1}n!\,xL_{n}^{(1/2)}(x^{2})}
où les {\displaystyle H_{n}(x)} sont les polynômes d'Hermite.

## Relation aux fonctions hypergéométriques
Les polynômes de Laguerre peuvent être reliés aux fonctions hypergéométriques, plus précisément à la fonction hypergéométrique confluente, par
{\displaystyle L_{n}^{(\alpha )}(x)={n+\alpha  \choose n}M(-n,\alpha +1,x)={\frac {(\alpha +1)_{n}}{n!}}\,_{1}F_{1}(-n,\alpha +1,x)}
où {\displaystyle (a)_{n}} est le symbole de Pochhammer (qui, dans ce cas particulier, est utilisé pour représenter la factorielle croissante {\displaystyle a(a+1)(a+2)...(a+n-1)}).

## Applications
Comme le domaine pour lequel les polynômes de Laguerre est semi-infini, ils sont adaptés comme base de décomposition de solutions de problèmes causaux.